# کمال صافی
کمال صافی (زاده ۱۳۵۲ ولسوالی دشت ارچی ولایت قندوز) سیاستمدار افغانستان و نماینده مردم ولایت قندوز در دوره شانزدهم مجلس نمایندگان است.

## زندگی‌نامه
کمال صافی زاده ۱۳۵۲ از ولسوالی دشت ارچی ولایت قندوز می‌باشد. او تحصیلات متوسطه خود را در لیسه عبدالله بن مسعود در پاکستان در سال ۱۳۶۶ به پایان رسانید. وی در سال ۱۳۷۳ از دانشگاه مهندسی تکسلا پاکستان سند لیسانس خود در رشته مهندسی را بدست آورد و در سال ۱۳۸۶ توانست مدرک ماستری/ فوق لیسانس خود را از اداره و رهبری از انستیتو آموزش و تحقیق ملل متحد کسب کند.

## دیگر فعالیت‌ها
دیگر فعالیت‌های او:
- مدیر ساحوی UNOPS
- رئیس یک شرکت ساختمانی بنام SSDA